# 與變成了異世界美少女的大叔一起冒險
《與變成了異世界美少女的大叔一起冒險》是由津留崎優負責原作、池澤真負責繪畫的日本漫畫，2019年11月18日起在Cygames旗下漫畫網站「Cycomi」上連載。改編電視動畫於2022年1月11日首播。

## 登場人物
橘日向（聲：M·A·O（女）、伊東健人（男）、菊池紗矢香（小學生））
本作主角，32歲，神宮寺司的友人。原本是男性上班族。身高體格都在平均水準。某天喝醉時胡言亂語，說「想要變成美女享受眾星拱月的滋味」，被愛與美之女神當成願望，召喚到異世界當勇者時便成了他理想中的金髮美少女。他在家裡除了啤酒之外不囤積其他食材，甚至不會做飯。日常生活依賴著神宮寺。因其善於溝通、沒架子且好相處的性格，容易與他人打成一片，身邊總是圍繞各式各樣的人。個性有些幼稚煩躁，脾氣來得快去得也快。對人幾乎毫無防備之心。有一個妹妹，傳送到異世界後變成女兒身，穿上妹妹的衣服。愛與美之女神的紋章在後頸。基礎數值非常低，唯有“運氣”數值特別高。“絕世美貌”的技能使他能夠無差別魅惑附近的人，不論是男是女。與神宮寺一同在第一個探訪的城鎮購買並佩戴了一個附魔頭飾（300金幣），以在一定程度上抑制魅惑的影響。
初始技能包括：絕世美貌、麻煩製造者、愛之女神的加護MAX、愛之女神的詛咒、話術LV1。
神宮寺司（聲：日野聰、高宮彩織（小學生））
本作主角，32歲，橘日向相交已久的友人，被一併召喚到異世界。是個又高又帥，不管在學業還是運動方面上能力都十分優秀的男性，從小就相當受到女性的歡迎。其完美的形象是經祖母的調教後的結果，卻正因為如此缺乏了許多一般人應有的部分，例如社交能力。日向總會在神宮寺孤立的時候關心他。因為見識到女性恐怖的一面，因此對女性無感，並把日向當成心靈的綠洲。由於對女性的不信任，希望日向儘快回復男兒身。另一方面，他對變成美少女後的日向很著迷，對於自己對（原本是男性的）日向產生浪漫情感有危機感。容易被日向的可愛樣貌吸引到而感到亢奮，頭頂上會顯示“魅惑”字眼。在這個世界上的地位是“勇者（日向）的武器”，“理想的肉體”的能力使其擁有超人般的力量，但如果與日向的交流不足則無法發揮出來。此外，他能夠通過能力“通往樂園之門”開啟通往日向公寓的大門，內部裝潢與日向居住的公寓毫無分別，是一個與外界隔絕的異空間。
初始技能包括：理想的肉體、愛之女神的加護MAX、愛之女神的詛咒、近身格鬥術LV3、通往樂園之門。
愛與美的女神（聲：釘宮理惠）
十二女神之一，被兩名主角稱為喜歡裸體的痴女。神宮寺更將她形容為“一個長著兔耳朵和全身散落LED的痴女”。行動模式很強，比如在喝醉時將日向殺死再以勇者的身份召喚至異世界。由於遭到侮辱，一怒之下就詛咒了剛被自己召喚異世界的日向和神宮寺。雖然各女神只能召喚一名勇者，但神宮寺是作為“勇者（日向）的武器”被召喚至異世界，因此可以與日向同行。
堤洛莉洛·莉莉莉·露（聲：藤井幸代）
精靈族頭目，愛與美之女神的眷屬，對自己的美貌相當有自信的人。據稱除了暴露狂的習慣以外是個正常人。居住在日向等人被召喚的森林附近的精靈族首領。她稱自己為愛與美之女神的追隨者，並以自己的美麗為榮。薩提娜和烏爾提娜是她的下屬。雖然魔法和身體能力上都十分出色，卻非常遲鈍，即使他所居住的森林著火了也不會注意到。戰鬥力不低，比如用從神宮寺借來的一把大馬士革刀就可以擊敗烏賊之神。
薩提娜（聲：遠野光）
精靈族，露的侍衛之一。
烏爾提娜（聲：進藤天音）
精靈族，露的侍衛之一。
修瓦爾斯（聲：石川界人）
自稱修瓦爾斯·馮·李希特修泰因·洛恩格拉姆，他在狀態屏幕上隱藏了自己的真實姓名。因為名字太長日向記不起來，被簡稱為「修瓦爾斯」。暱稱為「修瓦君」。事實上是由夜之女神從日本召喚而來的勇者（原本是日本高中三年級學生），右手手背上印有夜之女神的紋章，是個中二病少年。與日向等人不同，他與夜之女神一拍即合，因此擁有召喚女神的技能。雖然個性膽小，但他也有強烈的英雄願望，在被需要的時候，即使是強大的敵人也有勇氣面對。擁有夜之女神賜與的武器，聖劍格拉墨，一把全長一米的雙手劍，任何東西都能夠被斬斷，無論是虛無的光柱，還是無法物理干涉的狀態異常。由於，但因為威力比想像中還強得多，初登場時失手毀掉了城鎮的一棟房舍。然而，經過盧修斯的特訓後，他已能夠好好地運用格拉墨的能力。
盧修斯（聲：喜多村英梨）
梅爾克斯領的民兵隊的隊長兼審問官。修瓦斬斷房舍時逮捕他的人，並因為他出示夜之女神紋章而判他偽證罪。後來發現修瓦是真正的勇者後，將修瓦置於他的麾下並當起他的導師（修瓦稱他為師父）。女性，但通常穿著男裝。
夜之女神（聲：能登麻美子）
十二女神之一。召喚修瓦爾斯為勇者的女神，同樣也有中二病。與修瓦相處得很好，兩人很合拍。因為他是掌管黑夜的神，所以作息晝夜顛倒。初登場時，因為修瓦不熟悉技能而被誤召喚出來。
俾茲德（聲：山崎遙）
魔王軍幹部。被稱作「絕腕的俾茲德」。她操縱一個大約三米高的活體盔甲作為強力的魔導兵器。據卡姆所說，俾茲德是魔王軍幹部裡最弱的。食物優先選擇甜食、然後以脆度為主。雖然擅長操縱魔導兵器，但她會將兵器當作人來看待。
卡姆（聲：愛美）
魔王軍幹部。救出了被囚禁的俾茲德的女人。擁有挖穿地面以下至地牢部分的能力，但儀式的展開準備時間很長且不適合發動於移動中的物體。據自己所稱，擅長隱身，但為了潛入王國而作為侍女在國內開始工作。
慎（聲：諏訪部順一）
在魷魚村遇到神宮寺並自稱賣各種商品的商人，對主角很感興趣，同時是少有不受日向魅惑的人，而且他似乎一開始就對女人沒有興趣。真實身份是侍奉王國的諜報員，然而所說和所做的很多事情似乎不只是為侍奉王國。初登場時，受委託將精靈頭目當作活祭品送出去。擅長按摩。目前等級是52，狀態欄數值為：力量38、敏捷60、智慧43、運氣12。
獲得技能包括：忍耐LV2、審美眼LV1、人體理解LV1、交涉術LV1、氣息遮斷LV2、暗殺技術LV2。
姆利亞（聲：芹澤優）
國家諜報方面的負責人，慎的上司。
優格蕾因（聲：牧野由依）
侍奉愛與美的女神的王國公主。在廣受讚譽的叛亂時期偽裝成女僕，被卡姆教唆去引發一場反對王國的革命運動。
魔王
魔族之主，目前只是一名嬰兒。

## 出版書籍
| 卷數 | 小學館         | 小學館                 | 青文出版社     | 青文出版社            |
| 卷數 | 發售日期       | ISBN                   | 發售日期       | ISBN                  |
| ---- | -------------- | ---------------------- | -------------- | --------------------- |
| 1    | 2020年4月17日  | ISBN 978-4-09-850102-1 | 2022年1月4日   | ISBN 978-626-303971-1 |
| 2    | 2020年9月18日  | ISBN 978-4-09-850254-7 | 2022年3月10日  | ISBN 978-626-322072-0 |
| 3    | 2021年2月19日  | ISBN 978-4-09-850444-2 | 2022年6月7日   | ISBN 978-626-322479-7 |
| 4    | 2021年5月19日  | ISBN 978-4-09-850541-8 | 2022年8月11日  | ISBN 978-626-322768-2 |
| 5    | 2021年10月19日 | ISBN 978-4-09-850656-9 | 2022年11月10日 | ISBN 978-626-340325-3 |
| 6    | 2022年1月19日  | ISBN 978-4-09-850778-8 | 2023年8月7日   | ISBN 978-626-362346-0 |
| 7    | 2022年6月17日  | ISBN 978-4-09-851093-1 | 2023年11月30日 | ISBN 978-626-362757-4 |
| 8    | 2022年11月17日 | ISBN 978-4-09-851379-6 | 2024年6月5日   | ISBN 978-626-383747-8 |
| 9    | 2023年4月18日  | ISBN 978-4-09-851558-5 | 2024年10月3日  | ISBN 978-626-399542-0 |
| 10   | 2023年7月19日  | ISBN 978-4-09-852545-4 | 2025年4月16日  | ISBN 978-626-422358-4 |
| 11   | 2023年12月19日 | ISBN 978-4-09-853067-0 |                |                       |
| 12   | 2024年4月18日  | ISBN 978-4-09-853231-5 |                |                       |
| 13   | 2024年8月19日  | ISBN 978-4-09-853514-9 |                |                       |
| 14   | 2024年12月19日 | ISBN 978-4-09-853787-7 |                |                       |

## 電視動畫
2021年5月17日，宣佈將獲改編為電視動畫。

### 製作人員
- 原作：池澤真、津留崎優/Cygames
- 導演：山井紗也香
- 系列構成：竹内利光
- 人物設計：大和葵
- 音響監督：龜山俊樹
- 音樂：渡邊剛
- 音樂製作：Bit Groove Promotion（日语：ビットグルーヴプロモーション）
- 動畫製作：OLM Team Yoshioka
- 製作：異世界美少女製作委員會

### 主題曲
片頭曲
「拂曉的上班族（暁のサラリーマン）」
作詞：福山恭子，編曲：F-BAND，作曲、主唱：福山芳樹
片尾曲

作詞：熊野清美，作曲、編曲：大久保薰，主唱：Luce Twinkle Wink☆

### 集數列表
| 集數   | 日文標題 | 中文標題                           | 編劇     | 分鏡                 | 演出       | 作畫監督                                                                                         | 總作畫監督         | 首播日期 （2022年） |
| ------ | -------- | ---------------------------------- | -------- | -------------------- | ---------- | ------------------------------------------------------------------------------------------------ | ------------------ | ------------------- |
| 第1話  |          | 大叔與大叔                         | 竹內利光 | 山井紗也香           | 新田典生   | 桑原麻衣、岡田繪里香                                                                             | 東海林康和、佐藤陵 | 1月11日             |
| 第2話  |          | 大叔與絕世美貌                     | 竹內利光 | 新田典生             | 洪佩妮     | 新宮祐介、Studio Giga                                                                            | 佐藤陵             | 1月18日             |
| 第3話  |          | 大叔與憤怒的精靈                   | 竹內利光 | 西田健一             | 西田健一   | 大野美葉、秋元勇一、Studio CL                                                                    | 河野仁美           | 1月25日             |
| 第4話  |          | 大叔與黑之劍士                     | 赤星政尚 | 秋山朋子             | 沼山茉由   | 阿部祐里、岡田繪里香、村田誠                                                                     | 東海林康和         | 2月1日              |
| 第5話  |          | 大叔與會動的鎧甲                   | 竹内利光 | 新田典生             | 興滿録助   | 荒井怜子、河野仁美                                                                               | 桑原麻衣、河野仁美 | 2月8日              |
| 第6話  |          | 大叔與自由人                       | 赤星政尚 | 永島昭子             | 石井輝     | 土信田和幸、秋元勇一、高橋直樹、川口弘明、松本勝次                                               | 佐藤陵             | 2月15日             |
| 第7話  |          | 大叔與火烤魷魚                     | 赤星政尚 | 大庭秀昭、永島昭子   | 大庭秀昭   | 大野美葉、山縣亜紀                                                                               | 東海林康和         | 2月22日             |
| 第8話  |          | 大叔與選擇                         | 竹內利光 | 秋山朋子             | 新田典生   | 門智昭、石井舞                                                                                   | 河野仁美、桑原麻衣 | 3月1日              |
| 第9話  |          | 大叔與美少女                       | 赤星政尚 | 西田健一             | 西田健一   | 岡田繪里香、阿部祐里、中間裕美、村田誠                                                           | 佐藤陵             | 3月8日              |
| 第10話 |          | 大叔與叛亂                         | 赤星政尚 | 永島昭子             | 沼山茉由   | 渡邊一平太、上赤由香里、tofu、川本和孝、鈴木莉乃、早川元基、清水椋太、紫燈珈、中川實、、服部未夢 | 河野仁美、桑原麻衣 | 3月15日             |
| 第11話 |          | 大叔與決戰兵器                     | 竹内利光 | 新田典生             | 西田健一   | 山縣亜紀、大野美葉                                                                               | 東海林康和         | 3月22日             |
| 第12話 |          | 與變成了異世界美少女的大叔一起冒險 | 竹内利光 | 山井紗也香、永島昭子 | 山井紗也香 | 土信田和幸、岡田繪里香、阿部祐里、佐藤陵、大野美葉、山縣亞紀                                     | 佐藤陵             | 3月29日             |

## 外部連結
- 漫畫連載網站（日語）
- 電視動畫官方網站（日語）
- 《與變成了異世界美少女的大叔一起冒險》的X（前Twitter）（日語）